# アンドレイ・チェスノコフ
アンドレイ・エドゥアルドヴィッチ・チェスノコフ（ロシア語: Андрей Эдуардович Чесноков、1966年2月2日 - ）は、ソビエト連邦（現在はロシア）・モスクワ出身の男子プロテニス選手。ソビエト連邦時代の後期に活躍し、当地の男子テニス選手が世界に挑戦する道を開いた名選手である。シングルス自己最高ランキングは9位（1991年4月8日付）。ATPツアーでシングルス通算7勝を挙げた。
ソビエト連邦におけるテニス競技の草分けとして、1970年代前半にアレックス・メトレベリとオルガ・モロゾワが最初の一歩を踏み出したが、共産主義の支配下にあった当時のテニス選手たちは自由な海外遠征を許されなかった。アンドレイ・チェスノコフの競技経歴は1984年から始まるが、この年に出場を許可された3大会に好成績を収めて、翌1985年の全仏オープンに予選出場を果たした。これがチェスノコフの4大大会初出場であり、男子プロテニスツアーにおけるロシア人選手の初登場でもあった。予選3試合を勝ち上がった19歳のチェスノコフは、本戦でも3回戦まで進出し、当時のテニス・ジャーナリストたちを驚かせた。こうしてチェスノコフは男子ツアーを回り始め、翌1986年の全仏オープンではアンリ・ルコント（フランス）との準々決勝まで進出した。この年に全米オープンでも4回戦に進出している。1988年には全豪オープンと全仏オープンの2大会連続でベスト8に進出し、ソウル五輪にもソビエト連邦代表選手として出場した。こうして、チェスノコフは徐々に世界のトップ・プレーヤーへと成長していく。
1989年の全仏オープンで、チェスノコフはついに4大大会の準決勝に駒を進める。4年前にデビューを飾ったこの大会は、いつも彼の心のよりどころだった。1985年の3回戦 → 1986年・1988年のベスト8（両方ともアンリ・ルコントに敗退）を経て、ようやく到達した夢の舞台だったが、その準決勝でチェスノコフは当時17歳のマイケル・チャンに 1-6, 7-5, 6-7, 5-7 で敗れ、決勝進出はならなかった。1991年4月、彼は世界ランキングを自己最高の9位に上げる。その後も彼の挑戦は続き、最後のシングルス出場は2000年のトーナメントであった。
アンドレイ・チェスノコフは2005年11月20日、ウクライナのテニス・トーナメント参戦のため当地を訪問中に、2発の銃弾で狙撃されて負傷した。直ちにモスクワ市内の病院に入院したが、命に別状はなかった。